# Montañas Imatong

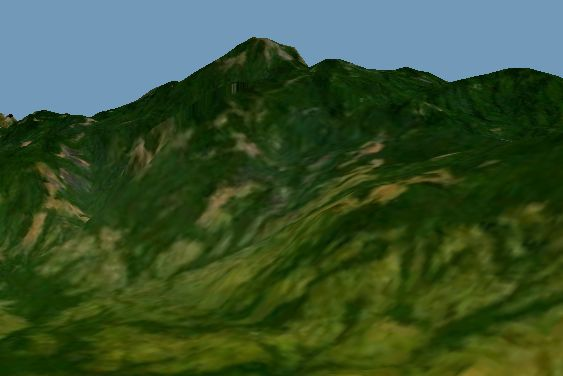
Monte Kinyeti, de 3.187 m

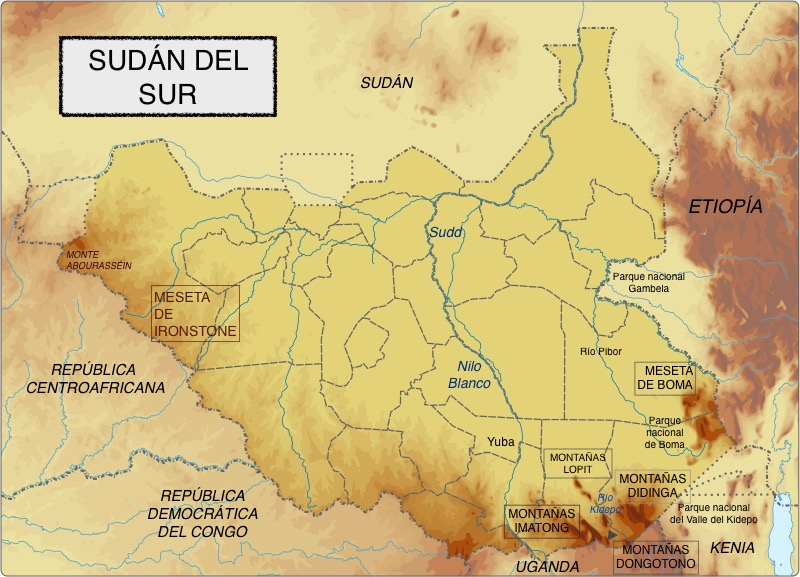
Montañas de Sudán del Sur

Las Montañas Imatong se encuentran en la frontera entre Uganda y Sudán del Sur.
El punto más alto del macizo, el pico más alto de Sudán del Sur, se encuentra en el monte Kinyeti con 3.187 metros de altitud.
El macizo riene clima ecuatorial y un denso bosque montano con una rica biodiversidad. Desde mediados del siglo XX, sin embargo, se ha visto degradado y reducido por las prácticas agrarias de una población creciente que ha causado una erosión creciente en las laderas.

## Geografía
Las montañas Imatong se encuentran principalmente en los condados de Torit e Ikotos, en el nuevo estado de Imatong, 190 km al sudeste de Yuba, al sur de la principal carretera que va desde Torit hasta el pueblo fronterizo con Kenia de Lokichogio. Las montañas ascienden abruptamente desde la planicie que las rodea, que tiene unos 1000 m de altitud en la frontera de Sudán del Sur con Uganda y unos 600 m en Torit, en el norte, en Sudán del Sur. Estas planicies están atravesadas por ríos separados por serranías redondeadas por la erosión, con pequeñas colinas de gneis, cerros testigo de la montaña principal.
Las montañas están formadas por una base de rocas cristalinas que se alzan a través de los depósitos consolidados del Terciario y Cuaternario de las planicies que las rodean. La roca más frecuente es el gneis rico en cuarzo. En el sudeste hay un grupo de montañas que superan los 3.000 m, las más altas, que incluyen el Kinyeti, llamadas a veces Lomariti o Lolibai, y la parte ugandesa a veces se conoce como montañas Lomwaga.
Hay varias subcordilleras que se extienden desde el bloque central hacia el noroeste, el oeste y el sudeste. En el sudeste, la sierra Teretenya está separada del bloque central por el río Shilok, afluente del río Koss, que nace en Ikotos. En el noroeste y el oeste, las sierras están separadas por el río Kinyeti y culminan en el monte Konoro, de 2.654 m, y el monte Itibol, de 2.431 m. En la prolongación del noroeste destcan, además del Konoro, el monte Garia, de 2.424 m, el monte Isubhak, de 2.318 m, y el monte Kamia, otro espolón rocoso metamórfico de 2.357 m, en el extremo más alejado hacia el norte, y al oeste, las montañas Acholi culminan en el Jabal Kedong, de 2.445 m.
Al sudeste, siguiendo la frontera con Uganda, se encuentran las montañas Dongotono, y más allá, separadas por el valle del río Kidepo, las montañas Didinga. Todas forman parte del mismo ecosistema montano.

## Ecología
La media anual de precipitaciones es de 1.500 mm. Una parte está protegido como Reserva Forestal de Imatong Central. Las planicies están cubiertas de bosques caducos, estacionales, praderas herbáceas y bosquecillos de bambú. Al este y al sudeste, a la sombra de las lluvias, el clima es semidesértico con matorrales.
En las áreas bajas, la vegetación incluye bosques de Albizia y Terminalia, con bosque mixto de Khaya hasta los 1000 m. Por encima, el bosque es de Podocarpus, Croton, Macaranga y Albizia, hasta los 2900 m. En los niveles más altos, algunos destruidos por el fuego de los cazadores y los mieleros, el bosque es sustituido por Hagenia, Erica y bambú.
En 1984 había colobos y monos azules, con algunos ejemplares de antílopes locales. En las zonas menos visitadas por los cazadores hay elefante, búfalo, duiker, hiena y leopardo. Entre las aves hay zorzal moteado.
Los grupos humanos pertenecen a las etnias lotuko, al este, acholi, al oeste y lango, en el sur. Durante la colonización británica se aclaró el bosque para plantar Cupresáceas. La segunda guerra civil sudanesa provocó un descenso de la población.